# 프로젝트 아테나

아테나: 그래픽 컨트롤 요소 라이브러리.

프로젝트 아테나(Project Athena)는 교육용으로 캠퍼스 분산 컴퓨팅 환경을 조성하기 위한 MIT, 디지털 이큅먼트 코퍼레이션, IBM의 공동 프로젝트이다. 1983년 시작한 이 프로젝트는 8년이 흐른 1991년 7월 30일까지 연구 개발이 진행되었다. 기계를 신 클라이언트로 만들어주는 소프트웨어(현재는 우분투 패키지의 집합)로서 동작하며, 요청하는 즉시 교육용 응용 프로그램을 MIT 서버로부터 다운로드할 수 있게 한다.
프로젝트 아테나는 초기 데스크톱 및 분산 컴퓨팅 역사에서 그 역할이 중요했다. 이 프로젝트는 X 윈도 시스템, 커베로스, 제퍼(Zephyr) 통보 서비스를 만들어냈다. 신 컴퓨팅, LDAP, 액티브 디렉터리, 인스턴트 메신저의 개발에도 영향을 주었다.

## 목표
프로젝트 아테나의 초기 목표는 다음과 같다:
- 다중 교육 환경에 이용할 수 있는 컴퓨터 기반 학습 도구 개발
- 교육 컴퓨팅에 대한 차후 결정을 위한 지식 기반 확립
- 다중 하드웨어 유형을 지원하는 계산 환경 조성
- MIT를 통한 아이디어, 코드; 데이터 및 체험의 공유를 장려

## 참조
1. ↑  What are the hardware requirements for installing Debathena?
2. ↑  “보관된 사본” (PDF). 2005년 9월 29일에 원본 문서 (PDF)에서 보존된 문서. 2013년 7월 22일에 확인함.

- Winfield, Treese G. (February 1988). “Berkeley UNIX on 1000 Workstations: Athena Changes to 4.3 BSD”. USENIX Association. 2010년 3월 26일에 확인함.[깨진 링크(과거 내용 찾기)]
- “Project Athena: Supporting distributed computing at MIT” (PDF). 《IBM Systems Journal》 31 (3). 1992. |공저자=는 |저자=를 필요로 함 (도움말)
- Champine, George A. (1991). 《MIT project Athena: a model for distributed campus computing》. Maynard, Mass: Digital Press. ISBN 1-55558-072-6.
- “Athena: MIT's Once and Future Distributed Computing Project”. 《Information Technology Quarterly》. Fall 1990. |공저자=는 |저자=를 필요로 함 (도움말);
- Garfinkel, Simson L. (1989). “A second win for Athena (5 part series)” (PDF). 《Technology Review Magazine》.